# Евстигнеев, Максим Евгеньевич
Максим Евгеньевич Евстигнеев (29 июля 1998 года, Москва, Россия) — российский футболист, защитник.

## Карьера
Воспитанник «Химком». Выступал за молодежную команду клуба. В 2018 году вместе с другими молодыми российскими игроками перешел в клуб армянской Первой лиги «Ереван». Вместе с командой вышел в премьер-лигу, где дебютировал 2 августа 2019 года в матче против «Арарата» (0:1).
Позже играл за литовский клуб «Невежис», который покинул в сентябре 2021 года. После этого на профессиональном уровне не выступал. 